# Albrecht (Beamten- und Politikerfamilie)

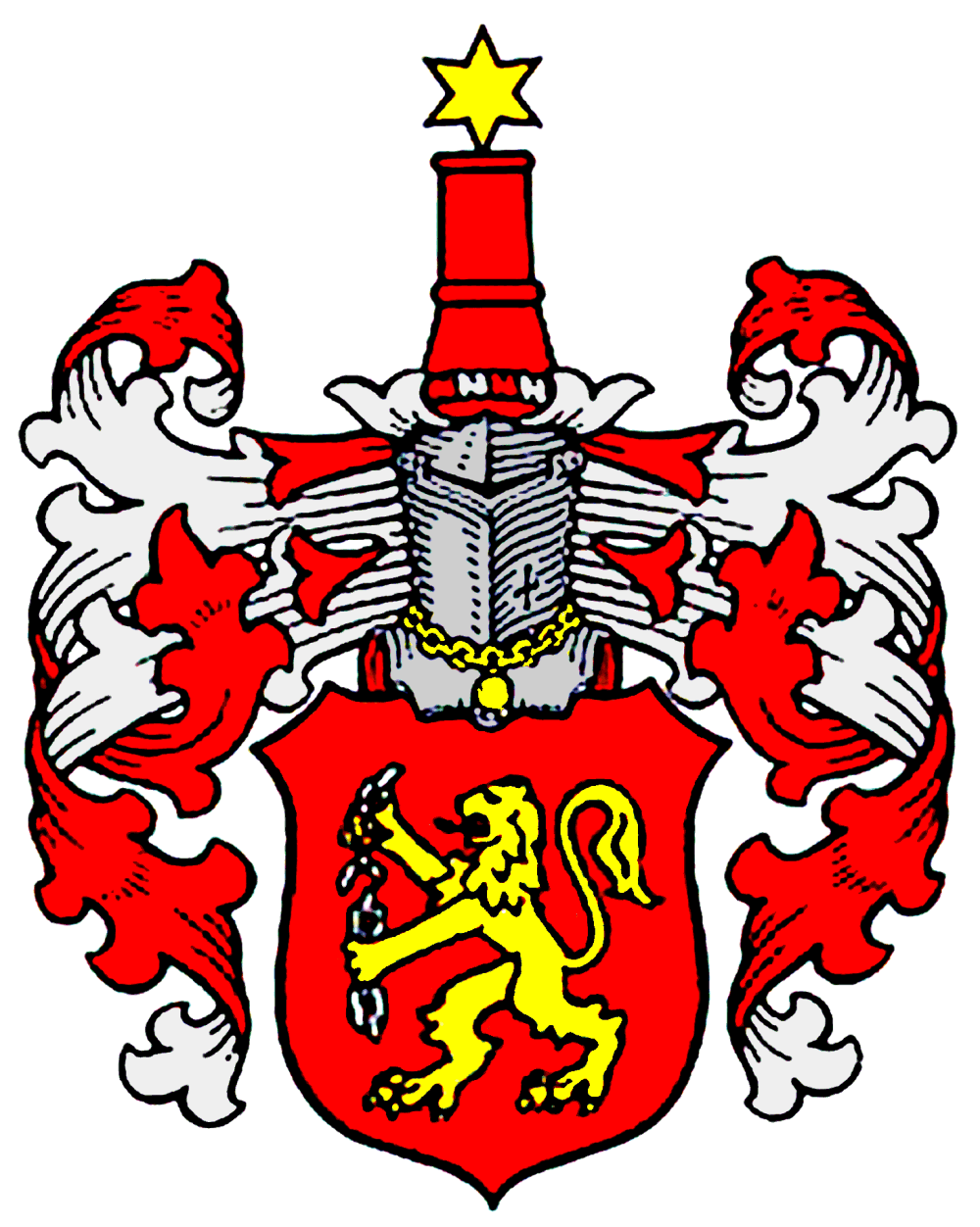
Wappen der Familie Albrecht

Die Familie Albrecht ist eine norddeutsche Beamten-, Politiker- und Unternehmerfamilie, ursprünglich aus Höxter in Westfalen.

## Geschichte
Die ältesten nachweisbaren Mitglieder der Familie erschienen Ende des 15. Jahrhunderts im Bürgerbuch und Schossregister der Stadt Höxter an der Weser, wo die Familie allerdings Ende des 17. Jahrhunderts nicht mehr vertreten ist. Stammvater ist der Pastor Barthold Albrecht (* 1557), der in Rühle tätig war. Die Familie gehört zu den typischen Vertretern des deutschen Bildungsbürgertums. Sie hat insbesondere im Bremer Raum und in Niedersachsen seit dem 19. Jahrhundert bekannte Namensträger hervorgebracht und zählte in Kurhannover zu den sogenannten Hübschen Familien.

## Wappen

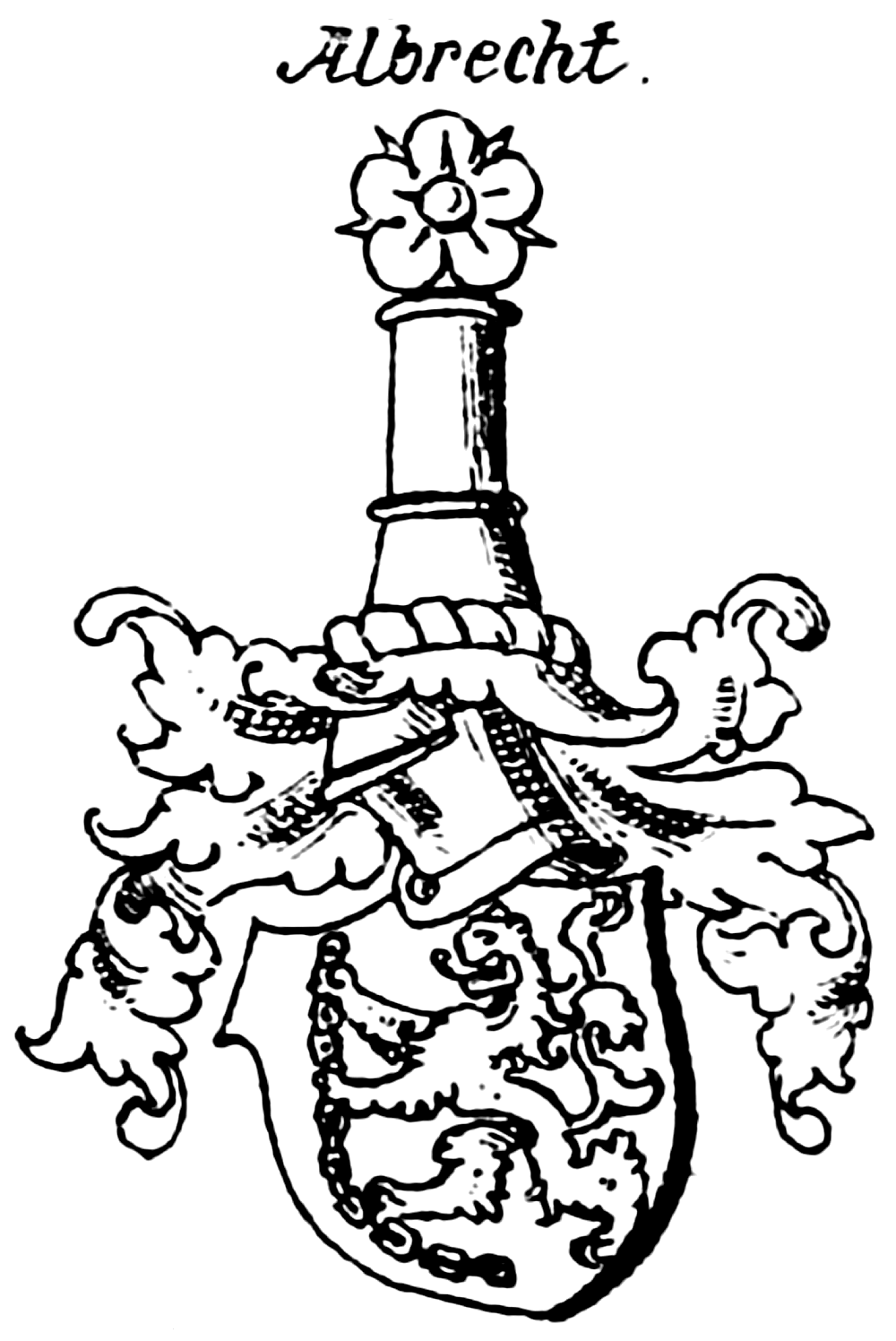

Das Familienwappen zeigt in Rot einen goldenen Löwen, der eine silberne Kette zerreißt. Auf dem rot-silbern bewulsteten Helm mit rot–silbernen Decken eine rote Säule, auf der ein goldener Stern steht.

## Bekannte Namensträger
- Johann Peter Albrecht (1647–1724), Mediziner und Stadtphysicus in Hildesheim

dessen Ur-Urenkel:
- Karl Franz Georg Albrecht (1799–1873), Verwaltungsbeamter
  - Gustav Albrecht (Politiker, 1828) (1828–1878)
    - Gustav Albrecht (Politiker, 1864) (1864–1963)

  - George Alexander Albrecht (Kaufmann) (1834–1898)
    - Carl Albrecht (Kaufmann) (1875–1952)
      - Carl Albrecht (Mediziner) (1902–1965)
        - Ernst Albrecht (1930–2014), Generaldirektor für Wettbewerb der EG, Ministerpräsident von Niedersachsen
          - Ursula von der Leyen, geb. Albrecht (* 1958), Bundesministerin a. D., Präsidentin der Europäischen Kommission
          - Hans-Holger Albrecht (* 1963), Manager

        - George Alexander Albrecht (1935–2021), Dirigent, Generalmusikdirektor der Niedersächsischen Staatsoper Hannover
          - Marc Albrecht (* 1964), Dirigent, Generalmusikdirektor (Nederlands Philharmonisch Orkest, Nederlands Kamerorkest und Nederlandse Opera in Amsterdam)